# Onthophagus buculus
Onthophagus buculus là một loài bọ cánh cứng trong họ Bọ hung (Scarabaeidae).